# Nematus lucidus
Espèce
Nematus lucidus est une espèce d'insectes hyménoptères dont l'imago est diurne, une tenthrède de la famille des Tenthredinidae.

## Répartition
Espèce paléarctique.

## Description et nutrition
Les larves vertes ressemblant à des chenilles de lépidoptères se nourrissent de feuilles de Rosacées comme Crataegus et Prunus.

## Classification
Le nom valide complet (avec auteur) de ce taxon est Nematus lucidus (Panzer, 1801).
L'espèce a été initialement classée dans le genre Tenthredo sous le protonyme Tenthredo lucida Panzer, 1801.
Nematus lucidus a pour synonymes :
- Holcocneme lucida (Panzer, 1801)
- Nematus cinctus Audinet-Serville, 1823
- Nematus villareti Dahlbom, 1835
- Tenthredo lucida Panzer, 1801